# Paradis (Luizjana)
Paradis – jednostka osadnicza w Stanach Zjednoczonych, w stanie Luizjana, w parafii St. Charles.